# Kobri
Kobri  est une localité et une commune rurale malienne chef-lieu d'arrondissement dans la cercle de Toukoto et la région de Kita.

## Géographie
La localité de Kobri est située sur la route nationale RN 22 (axe Kita-Bafoulabé) à 45 km au sud du chef-lieu de cercle Toukoto. La commune rurale s'étend sur un partie du pays Gangaran entre les cours d'eau Bafing et Bakoy.
| Niantanso | Toukoto  |         |
| Bamafélé  | Kobri    | Tambaga |
| Kokofata  | Kokofata |         |

## Villages
La commune s'étend sur 16 localités relevées lors du recensement général de 2009. 
Les villages les plus peuplés sont :
- Kobri (2 108 habitants) ;
- Koumakana (1 560 habitants) ;
- Tokombaré (1 314 habitants) .

La loi 2023-007 attribue à la commune rurale 17 villages  :
- Kobri
- Kokoukoto
- Néroumba
- Diagala
- Dianfakouta
- Nimbéré
- Donikoumagana
- Tokombaré
- Bendougou
- Nantéla
- Bayé
- Madina Malinké
- Niénigo
- Sansanding
- Komakana-Douni
- Gassito
- Fouloumba

## Population
La commune est peuplée par les Malinkés majoritaires à 95 %, cultivateurs et par les Peuls minoritaires 5 %, éleveurs.

## Culture
La commune rurale est l'unique commune de l'aire culturelle du Gangara.

## Lien
- Plan de sécurité alimentaire commune rurale de Kobri 2007 2011, Web Archive.